# علي حسن موسى
الأستاذ الدكتور علي حسن موسى ولد في قرية الكافات التابعة لمنطقة سلمية بمحافظة حماة، تلقى تعليمه الابتدائي في قريته، والاعدادي والثانوي في ثانوية علي بن أبي طالب في سلمية.
عام 1969، حصل على الدرجة الجامعية في الجغرافيا من جامعة دمشق، وأوفد ببعثة إلى جمهورية مصر العربية لنيل الدكتوراه،حيث نال درجة الماجستير في الجغرافيا المناخية من جامعة القاهرة عام 1972، ثم نال درجة الدكتوراه في الجغرافيا المناخية عام 1975 من جامعة القاهرة.
و باشر عمله التدريسي في قسم الجغرافيا في جامعة دمشق منذ 1/10/1975. لاحقا عين رئيسا لقسم الجغرافيا، وأوفد بمهمة بحث علمي إلى مصر لمدة ستة أشهر في عام 1995.
أصدر العديد من الكتب في المناخ و الفلك، وله عدد من المقالات والدراسات المنشورة في بعض المجلات.

## مؤلفاته
- المناخ في التراث العربي
- البقع الشمسية ودورها في التغيرات المناخية
- الأحوال الجوية في الأمثال الشعبية
- الاستمطار
- الأوزون الجوي
- التلوث الجوي
- الزلازل والبراكين
- مناخات العالم
- التوقيت والتقويم
- الجو وتقلباته
- العواصف والأعاصير
- السحب والغيوم
- التغيرات المناخية
- المعجم الجغرافي المناخي
- الوجيز في المناخ التطبيقي
- جغرافية القارات
- جغرافية العالم الإقليمية
- الرصد والتنبؤ الجوي
- أساسيات علم المناخ